# آسمان غرب
آسمان غرب فیلمی به کارگردانی و نویسندگی محمد عسگری و تهیه‌کنندگی حبیب‌الله والی‌نژاد محصول سال ۱۴۰۲ است. این فیلم سینمایی، محصول بنیاد سینمایی فارابی و سازمان سینمایی سوره با مشارکت ارتش جمهوری اسلامی ایران است که نامزد ۶ سیمرغ بلورین و برنده ٣ سیمرغ بلورین از جمله جایزه بهترین فیلم از نگاه ملی در جشنواره فیلم فجر شده است.

## داستان فیلم
داستان آسمان غرب به روزهای آغازین جنگ و نقش‌آفرینی علی‌اکبر شیرودی می‌پردازد. در این فیلم با بازی میلاد کی‌مرام شخصیت و تفکر علی‌اکبر شیرودی به نمایش گذاشته شده است.

## بازیگران
| بازیگر            | نقش                     |
| ----------------- | ----------------------- |
| میلاد کی‌مرام      | علی‌اکبر شیرودی          |
| امیرحسین آرمان    | حسین ادبیان             |
| آرمین رحیمیان     | حسین همدانی             |
| کیوان آزاد        | صفر پایخان              |
| نادر فلاح         | سرهنگ فرامرز اتحادیه    |
| کریم امینی        | حمیدرضا سهیلیان         |
| روح‌الله زمانی     | ملک علی قره باغی        |
| محمدرضا صولتی     | سیروس نادری             |
| پیام اینالویی     | ناصر شریفی              |
| نسیم ادبی         | پرستار بیمارستان صحرائی |
| تورج الوند        | بیمار بیمارستان صحرائی  |
| احسان عباسی       | احمد پیشگاه هادیان      |
| صفر محمدی         | عبید                    |
| احسان صاحب‌الزمانی | سیف الله میرزائی        |
| یوسف فروتن        | مسعود میلانی            |
| راحله لطفی        | شهناز همسر شهید شیرودی  |
| پرهام غلاملو      | کودکی شهید شیرودی       |
| مجتبی واشیان      | حشمت غلامی              |
| امیر جمشیدی       |                         |
| نیوشا علیپور      | دختر بچه کرد            |
| حسین ثمری         | (کروچیف)                |
| رامین قربانی      | فریدون حسینی            |
| مهران میرزایی     | سعدالله داور زاده       |
| احمد داوودی       | فرهاد (کروچیف)          |
| وحید مجیدی        | رحمان عینعلی            |
| پارسا جمشیدی      | بیمار بیمارستان صحرایی  |
| امیر شام بیاتی    | کروچیف                  |

## پخش
این فیلم سینمایی در نوروز ۱۴۰۳ با شعار «برای مردمت بجنگ!» توسط پخش بهمن سبز در سینماهای سراسر کشور اکران شد.